# Ahmed Mahmoud Aly
Ahmed Mahmoud Aly (arab. ‏محمود علي أحمد‎, ur. 12 września 1945 w Aleksandrii) – egipski bokser.
Reprezentował Egipt na Letnich Igrzyskach Olimpijskich w 1972, zajmując 9. miejsce w wadze półciężkiej.